# Rybawiryna
Rybawiryna – organiczny związek chemiczny z grupy analogów nukleozydów. Stosowana jest jako lek przeciwwirusowy w ciężkich zakażeniach wirusem RSV, wirusem HCV (w połączeniu z interferonami alfa-2) i w innych infekcjach wirusowych.

## Działanie leku
Rybawiryna jest analogiem nukleozydów purynowych. Jej działanie polega na hamowaniu replikacji RNA i DNA niektórych wirusów, takich jak:
- myksowirusy
- paramyksowirusy
- arenawirusy[1][2]
- retrowirusy
- adenowirusy[3]
- flawiwirusy
- niektóre pokswirusy

Aktywność wobec wyżej wymienionych wirusów, stwierdzana w badaniach laboratoryjnych bądź klinicznych, nie oznacza wykorzystywania rybawiryny w leczeniu wszystkich chorób powodowanych przez te wirusy.

## Zastosowanie
Lek stosowany jest w leczeniu wybranych przypadków przewlekłej formy wirusowego zapalenia wątroby typu C w połączeniu z interferonem alfa-2a lub alfa-2b oraz z peginterferonem alfa-2a lub alfa-2b (peginterferony to inaczej interferony pegylowane, czyli z dołączoną cząsteczką glikolu polietylenowego). Lek należy zawsze łączyć z innymi lekami np. interferonem, sofosbuwirem, ponieważ rybawiryna podawana w monoterapii u chorych zakażonych HCV jest nieskuteczna. Rybawirynę bez interferonu można stosować w wybranych przypadkach (włóknienie na poziomie F4 – marskość wątroby) z sofosbuwirem i daklataswirem, choć zysk z tego działania nie jest duży. Możliwe są i inne kombinacje leków np. sofosbuwir, simeprewir i rybawiryna. W związki z zyntesowaniem leków blokujących NS5B (np. sofosbuwir) i NS5A (np. daklataswir, ledipaswir) rola rybawiryny w leczeniu zapalenia wątroby typu „C” maleje. Jest natomiast rekomendowana do leczenia z innymi lekami (Viekirax+Exiviera, Harvoni i innymi) w marskości wątroby, istotnie zwiększając szanse chorego na trwałą odpowiedź wirusologiczną.
Ponadto rybawirynę stosuje się podając wziewnie w ciężkich zakażeniach wirusem RSV u dzieci. Opisywano ponadto korzystne działanie tego leku w gorączce Lassa.

## Przeciwwskazania
Rybawiryny nie wolno stosować w ciąży (kategoria X) ponieważ ze względu na potwierdzone działanie teratogenne leku u zwierząt istnieje ryzyko, że może również powodować uszkodzenie płodu ludzkiego. Podczas stosowania rybawiryny oraz 4 miesiące po zakończeniu terapii w przypadku kobiet i 7 miesięcy w przypadku mężczyzn powinna być stosowana przez partnerów seksualnych antykoncepcja z wykorzystaniem dwóch potwierdzonych skutecznych metod. Mężczyźni przyjmujący rybawirynę powinni stosować prezerwatywy, aby zapobiec przedostawaniu się leku ze spermą do pochwy partnerki. Rybawiryny nie powinno się również podawać kobietom karmiącym piersią. Lek jest przeciwwskazany u pacjentów z nadwrażliwością na preparat, ciężkimi chorobami serca, z przewlekłą niewydolnością nerek (o ile klirens kreatyniny jest mniejszy niż 50 ml/min), hemodializowanych. Rybawiryny nie stosuje się u chorych z niewydolnością wątroby (w tym u chorych z zaawansowaną marskością wątroby). Nie powinno rozpoczynać się jednoczesnego podawania rybawiryny z interferonem pegylowanym alfa-2b u pacjentów z marskością wątroby z ilością punktów w skali Childa-Pugha większą niż 5. W jednoczesnym zakażeniu HCV i HIV u pacjentów poddanych terapii HAART należy natomiast zachować szczególną ostrożność monitorując poziom kopii wirusa HIV we krwi i w razie wzrostu tego poziomu rozważyć przerwanie leczenia rybawiryną. Przeciwwskazanie do podawania rybawiryny stanowi też talasemia i anemia sierpowata, a w przypadku jednoczesnego podawania z intefreronem alfa-2b lub peginterferonem alfa-2b również autoimmunologiczne zapalenie wątroby i inne schorzenia immunologiczne. U osób poniżej 18 roku życia z ciężkimi zaburzeniami psychicznymi i depresją leku nie można podawać, natomiast u dorosłych musi być jednocześnie stosowane skuteczne leczenie zaburzeń psychicznych.

## Działania niepożądane
- niedokrwistość hemolityczna
- zaburzenia centralnego układu nerwowego (np. dysforia, zaburzenia snu, depresja, problemy z koncentracją)
- zaburzenia przewodu pokarmowego (np. ból brzucha)
- skurcz oskrzeli i inne zaburzenia układu oddechowego (przy podaniu wziewnym)
- wysypka, alergia
- hiperbilirubinemia
- wzrost stężenia żelaza we krwi
- hiperurykemia
- wzrost ilości retikulocytów we krwi

## Interakcje
Nie można wykluczyć osłabiania działania analogów nukleozydów stosowanych w terapii zakażeń HIV przez rybawirynę. Podczas stosowania stawudyny lub zydowudyny u zakażonych HIV przyjmujących rybawirynę wskazane jest kontrolowanie stężenia RNA HIV w osoczu krwi (może ono ulec zwiększeniu, co stanowi wskazanie do rozważenia zakończenia takiej łączonej terapii). Rybawiryny nie powinno się stosować jednocześnie z didanozyną.

## Preparaty
Preparaty dostępne w Polsce: Copegus (Roche), Rebetol (Schering-Plough Europe), Ribavirin (Biopartners, Generics, Teva Pharma, Three Rivers Global Pharma).